# Hightech-Strategie
Die Hightech-Strategie (HTS) der Bundesregierung wurde erstmals im Jahr 2006 erstellt. Mit ihr werden die Schwerpunkte der Forschungspolitik definiert. In den Jahren 2010 und 2014 wurde sie jeweils weiterentwickelt.
Mit der Hightech-Strategie soll ein Beitrag zur Attraktivität der europäischen Forschungs-Standorte geleistet werden.
Im Rahmen der Hightech-Strategie hat die Bundesregierung ihre F&E-Ausgaben im Zeitraum 2000 bis 2013 von 8,5 Mrd. Euro auf 14 Mrd. Euro gesteigert.
Zuvor war im Jahr 2000 von den europäischen Staats- und Regierungschefs die Lissabon-Strategie verabschiedet worden. Mit dieser Initiative wurde das Ziel verfolgt, einen Europäischen Forschungsraum zu schaffen und die F&E-Ausgaben in der EU auf 3 % des Bruttoinlandsprodukts zu steigern.

## Hightech-Strategie

### Hightech-Strategie aus dem Jahre 2006
Die Hightech-Strategie aus dem Jahr 2006 sah erstmals eine umfassende Koordinierung des innovationspolitischen Handelns in Deutschland über Ressortgrenzen hinweg vor.
Sie umfasst drei Schwerpunkte. Der erste Schwerpunkt beinhaltet Innovationen für ein gesundes und sicheres Leben. Darunter fallen Gesundheit und Medizintechnik, Sicherheitstechnologie, Pflanzen, Energietechnologien und Umwelttechnologien. Beim zweiten Schwerpunkt geht es um Innovationen für ein kommunikatives und mobiles Leben. Dies beinhaltet die Informations- und Kommunikationstechnologie, Fahrzeug- und Verkehrstechnologie, Luftfahrttechnologie, Raumfahrttechnologie, Maritime Technologie und Dienstleistungen. Der dritte Schwerpunkt umfasst Innovationen durch Querschnittstechnologien. Dies bezieht sich auf Nanotechnologie, Biotechnologie, Mikrosystemtechnologie, Optische Technologie, Werkstofftechnologie und Produktionstechnologie.
Mit der Hightech-Strategie 2006 wurde außerdem erstmals eine umfassende und ressortübergreifende Cluster-Strategie umgesetzt.

### Hightech-Strategie zum Klimaschutz aus dem Jahre 2007
Ergänzend wurde 2007 eine Hightech-Strategie zum Klimaschutz verabschiedet.
Dessen Ziele sind es, verlässliche mittel- und längerfristige Klimaprognosen zu ermöglichen, Wechselwirkung zwischen Biogeosphäre und Klima kennenzulernen, Forschung zur Anpassung an den Klimawandel und Steuerungsfaktoren für Klimaschutz und Klimaanpassung zu entwickeln.

### Hightech-Strategie „2020“ aus dem Jahre 2010
Anders als in der ersten Hightech-Strategie wurden im Jahr 2010 nicht Technologiefelder, sondern Bedarfsfelder in den Mittelpunkt gestellt.
In fünf Bedarfsfeldern sollten Lösungen für globale Herausforderungen gefunden werden: Klima/Energie, Gesundheit/Ernährung, Mobilität, Sicherheit sowie Kommunikation. (Von der Allianz der Wissenschaftsorganisationen sind zu jedem der 5 Bedarfsfelder Broschüren erschienen.)
Mit der Hightech-Strategie sollte Deutschland zum Vorreiter bei der Lösung dieser globalen Herausforderungen gemacht und Antworten auf die Fragen des 21. Jahrhunderts gegeben werden.
Beispiele priorisierter Themenfelder sind die CO2-neutrale, energieeffiziente und klimaangepasste Stadt, intelligenter Umbau der Energieversorgung, nachwachsende Rohstoffe als Alternative zum Öl, Krankheiten besser therapieren mit individualisierter Medizin, mehr Gesundheit durch gezielte Ernährung, auch im hohen Alter ein selbstbestimmtes Leben führen, eine Million Elektrofahrzeuge in Deutschland bis 2020, effektiverer Schutz für Kommunikationsnetze, mehr Internet bei weniger Energieverbrauch nutzen, das Wissen der Welt digital zugänglich und erfahrbar machen sowie die Arbeitswelt und -organisation von morgen.

### Neue Hightech-Strategie aus dem Jahre 2014
Während zuvor die Forschungspolitik zwischen Wirtschaft und Wissenschaft koordiniert wurden, kam jetzt mit der Zivilgesellschaft ein dritter Akteur hinzu.
Das Gremium, das die Hightech-Strategie begleitet und die Bundesregierung berät, wurde deshalb entsprechend erweitert. Von 2006 bis 2013 war diese Aufgabe in Händen der Forschungsunion, die aus Wirtschaft- und Wissenschaftsvertretern bestanden hat. Im Jahr 2014 hat das Hightech-Forum diese Aufgabe übernommen.
Der Anteil der F&E-Ausgaben lag in Deutschland im Jahr 2013 bei 2,9 %. Damit wurde das Lissabon-Kriterium annähernd erreicht.
Mit Hilfe der neuen Hightech-Strategie soll Deutschland zum weltweiten Innovationsführer werden. Unverändert sollten die Prioritäten auf Felder liegen, in denen Beiträge zur Lösung der globalen Herausforderungen geleistet werden können.
| Die sechs prioritären Zukunftsaufgaben:  | Wesentliche Schwerpunkte |
| ---------------------------------------- | --- |
| 1. Digitale Wirtschaft und Gesellschaft  | - Industrie 4.0 - Smart Services - Cloud Computing - Digitale Vernetzung - Digitale Wissenschaft - Digitale Bildung - Digitale Lebenswelten                                                     |
| 2. Nachhaltiges Wirtschaften und Energie | - Energieforschung - Green Economy - Bioökonomie - Nachhaltige Agrarproduktion - Sicherung der Rohstoffversorgung - Zukunftsstadt - Zukunft Bau - Nachhaltiger Konsum                           |
| 3. Innovative Arbeitswelt                | - Arbeit in einer digitalisierten Welt - Innovative Dienstleistungen für Zukunftsmärkte - Kompetenzaufbau                                                                                       |
| 4. Gesundes Leben                        | - Bekämpfung von Volkskrankheiten - Individualisierte Medizin - Prävention und Ernährung - Innovationen im Pflegebereich - Stärkung der Wirkstoffforschung - Innovationen in der Medizintechnik |
| 5. Intelligente Mobilität                | - Intelligente und leistungsfähige Verkehrsinfrastruktur - Innovative Mobilitätskonzepte und Vernetzung - Elektromobilität - Fahrzeugtechnologien - Luftfahrt - Maritime Technologien           |
| 6. Zivile Sicherheit                     | - Zivile Sicherheitsforschung - Cyber-Sicherheit - IT-Sicherheit - Sichere Identitäten |

### Hightech-Strategie 2025 aus dem Jahre 2018
Die 2018 veröffentlichte Hightech-Strategie 2025 hatte den Anspruch, die Orientierung auf gesellschaftliche Herausforderungen in früheren Ausgaben der Hightech-Strategie in Richtung einer missions-orientierten Innovationspolitik weiterzuentwickeln. Dadurch sollten Innovationsprozesse auf drängende gesellschaftliche Herausforderungen ausgerichtet und Akteure aus Wissenschaft, Wirtschaft und Gesellschaft für deren Erreichung mobilisiert werden. Die Strategie war in drei zentrale Handlungsfelder untergliedert (gesellschaftliche Herausforderungen, Zukunftskompetenzen und offene Innovations- und Wagniskultur) in denen zwölf spezifische Missionen definiert wurden:
- Krebs bekämpfen
- Forschung und Versorgung digital vernetzen – für eine intelligente Medizin
- Plastikeinträge in die Umwelt substanziell verringern
- Weitgehende Treibhausgasneutralität der Industrie
- Nachhaltiges Wirtschaften in Kreisläufen
- Biologische Vielfalt erhalten
- Eine sichere, vernetzte und saubere Mobilität
- Die Batteriezellproduktion in Deutschland aufbauen
- Gut leben und arbeiten im ganzen Land
- Technik für den Menschen
- Künstliche Intelligenz in die Anwendung bringen
- Neue Quellen für neues Wissen

Die Umsetzung der Hightech-Strategie sollte durch das Hightech-Forum als Beratungsgremium unterstützt werden, das sich aus 21 Vertreter aus Wissenschaft, Wirtschaft und Gesellschaft zusammensetzte. Im Rahmen der Regionaldialoge wurde eine Einbeziehung gesellschaftlicher Akteure an verschiedenen Standorten pilotiert.
Die Umsetzung von ausgewählten Missionen im Rahmen der Hightech-Strategie 2025 war Gegenstand einer Begleitforschung des Fraunhofer-Instituts für System- und Innovationsforschung (ISI).

### Kritik an der Hightech-Strategie
Oppositions-Politiker von SPD und Bündnis 90/Die Grünen kritisieren im Jahr 2010, dass entgegen den Angaben der Bundesregierung der Großteil der Mittel für die Energieforschung in der Hightech-Strategie 2020 nicht für erneuerbare Energien vorgesehen sei, sondern für den Rückbau der Kernenergie und für die Kernfusion, die in den nächsten Jahrzehnten keinen Beitrag zur Energieversorgung leisten werde.
Die Wochenzeitschrift Der Spiegel berichtete im Jahr 2013, dass die Expertenkommission Forschung und Innovation (EFI) „keinen Grund für Selbstzufriedenheit“ sehe, da wichtige Projekte der Hightech-Strategie gescheitert seien.

## An gesellschaftlichen Herausforderungen ausgerichtete Forschungspolitik
2008 kam der Begriff Grand Challenges (Synonym: Societal Challenges) erstmals im Rahmen einer Gesamtstrategie für die Wissenschaftspolitik auf. Eine Expertengruppe sollte eine nachvollziehbare Rechtfertigung für die EU-Forschungsförderung erarbeiten.
2009 wird der European Research Area Board (ERAB) ins Leben gerufen, ein Beirat, der die Europäische Union längerfristig begleiten sollte. Dort wird ein Europäischer Forschungsraum skizziert, der von gesellschaftlichen Bedürfnissen getrieben ist (engl.: „driven by societal needs“).
Ungefähr zeitgleich wurde die „Erklärung von Lund“ verabschiedet, in dem sich verschiedene Interessenvertreter aus Wissenschaft, Politik und Industrie auf den Aufruf „Europe must focus on the Grand Challenges of Our Time“ verständigten.
Im Rahmen der Lissabon-Verträge erhob die EU die Schaffung eines Europäischen Forschungsraums zu einem eigenständigen Ziel der Union.
Mit dem Rahmenprogramm Horizon 2020 gliederte die EU die Forschungs-Förderung unter den drei Zielen „Wissenschaftsexzellenz“, „Führende Rolle der Industrie“ und „Große gesellschaftliche Herausforderungen“:
Bei einer Laufzeit von 2014 bis 2020 ist das Programm mit 77 Mrd. € dotiert, davon entfallen fast 40 % und damit der größte Teil auf die Großen gesellschaftlichen Herausforderungen.
2010 wurde von der Deutschen Bundesregierung die Hightech-Strategie neu aufgesetzt. Deutschland sollte damit zum Vorreiter bei der Lösung globaler Herausforderungen gemacht werden.
NRW griff mit seiner Forschungsstrategie Fortschritt NRW die Diskussion auf und beschloss, dass neben der Grundlagenforschung die Forschungsförderung entlang der großen gesellschaftlichen Herausforderungen konzentriert werden sollte.
Seit 2012 ist die Bewältigung der Großen gesellschaftlichen Herausforderungen das Ziel der Forschungsförderung in Europa und den USA.
Die Richtung dieser Debatte wurde im Jahr 2015 beeinflusst vom Gutachten Welt im Wandel – Gesellschaftsvertrag für eine Große Transformation des Wissenschaftlicher Beirat der Bundesregierung Globale Umweltveränderungen (WBGU) und von der Buchveröffentlichung „Transformative Wissenschaft: Klimawandel im deutschen Wissenschafts- und Hochschulsystem“ von Uwe Schneidewind und Mandy Singer-Brodowski, in dem wesentliche Veränderungen im Wissenschaftssystem gefordert werden.
| ERAB (European Research Area Board 2009) | Horizon 2020 (EU-Forschungsprogramm 2010) | „Fortschritt NRW“ (Wissenschaftsstrategie NRW 2013)                         | Hightech-Strategie „2020“ → Neue Hightech-Strategie (Bundesregierung 2010 → 2014) |
| ---------------------------------------- | --- | --------------------------------------------------------------------------- | --------------------------------------------------------------------------------- |
| climate change                           | Klimaschutz, Umwelt, Ressourceneffizienz und Rohstoffe                                                                                        | Klimaschutz, Ressourceneffizienz und Rohstoffe                              | Klima/Energie → Nachhaltiges Wirtschaften und Energie                             |
| energy supply                            | Sichere, saubere und effiziente Energiey | Sichere, saubere und effiziente Energieversorgung                           | s. o.                                                                             |
| healthcare                               | Gesundheit, demografischer Wandel und Wohlergehen                                                                                             | Gesundheit und Wohlergehen im demographischen Wandel                        | Gesundheit/Ernährung → Lebensmittelsicherheit                                     |
| ageing                                   | s. o. | s. o.                                                                       | –                                                                                 |
| water resources                          | Ernährungs- und Lebensmittelsicherheit, nachhaltige Land- und Forstwirtschaft, marine, maritime und limnologische Forschung und Biowirtschaft | Versorgung mit gesunden Nahrungsmitteln aus nachhaltiger Produktion         | s. o.                                                                             |
| –                                        | Intelligenter, umweltfreundlicher und integrierter Verkehr                                                                                    | Intelligente, umweltfreundliche und integrierte Mobilität                   | Mobilität → Intelligente Mobilität                                                |
| –                                        | Sichere Gesellschaften – Schutz der Freiheit und Sicherheit Europas und seiner Bürger                                                         | Sicherheit, Teilhabe und sozialer Zusammenhalt im gesellschaftlichen Wandel | Sicherheit → Zivile Sicherheit                                                    |
| –                                        | Europa in einer sich verändernden Welt: integrative, innovative und reflektierende Gesellschaften                                             | –                                                                           | –                                                                                 |
| sustainable prosperity                   | – | –                                                                           | –                                                                                 |
| –                                        | – | –                                                                           | Kommunikation → Digitale Wirtschaft und Gesellschaft                              |
| –                                        | – | –                                                                           | – → Innovative Arbeitswelt                                                        |

Quellen:

## Zukunftsstrategie

### Zukunftsstrategie Forschung und Innovation
Die Ampel-Regierung (24. Bundesregierung der Bundesrepublik Deutschland) hat im Koalitionsvertrag der 20. Wahlperiode des Bundestages geplant, die „Hightech-Strategie“ durch die „Zukunftsstrategie Forschung und Innovation“ zu ersetzen. Die Zukunftsstrategie Forschung und Innovation wurde im Februar 2023 von der Bundesregierung veröffentlicht.
Mit ihrer Zukunftsstrategie richtet sich die Bundesregierung auf Wohlstand, Fortschritt und Chancen für Deutschland und mit der EU aus. Die drei übergeordneten Ziele sind an Technologie, Forschung und Transfer orientiert und auf eine systematische und nachhaltige Weiterentwicklung des Innovationssystems ausgerichtet:
1. Technologieführerschaft soll erhalten, ausgebaut und neu errungen werden.
2. Die Strukturen für Innovation und Transfer sollen optimiert und ausgebaut werden.
3. Durch erhöhte Technologieoffenheit sollen Lösungen für die vielfältigen Herausforderungen gefördert und so Handlungsfreiheit auch für kommende Generationen gesichert werden.

Für die Weiterentwicklung von Wissenschaft, Forschung und Transfer sind in der Zukunftsstrategie sechs Rahmenbedingungen priorisiert:
- Dem Fortschritt von morgen den Boden bereiten,
- neue Erkenntnisse zu Innovationen machen,
- europäische und internationale Zusammenarbeit intensivieren,
- Beteiligung an Forschung und Innovation stärken,
- Talente in der Breite und an der Spitze fördern,
- agile Forschungs- und Innovationspolitik etablieren.

Diese Aktivitäten des Innovationssystems werden auf sechs Missionen ausgerichtet, damit Wissenschaft und Forschung gezielt Lösungen für die derzeitigen gesellschaftlichen Herausforderungen entwickeln:
- ressourceneffiziente und auf kreislauffähiges Wirtschaften ausgelegte wettbewerbsfähige Industrie und nachhaltige Mobilität ermöglichen;
- Klimaschutz, Klimaanpassung, Ernährungssicherheit und Bewahrung der Biodiversität voranbringen;
- Gesundheit für alle verbessern;
- digitale und technologische Souveränität Deutschlands und Europas sichern und Potenziale der Digitalisierung nutzen;
- Raumfahrt stärken, Weltraum und Meere erforschen, schützen und nachhaltig nutzen;
- gesellschaftliche Resilienz, Vielfalt und Zusammenhalt stärken.

Um in diesem Rahmen die gesteckten Ziele erreichen zu können, richtet die Bundesregierung ihre Forschungs- und Innovationspolitik ressortübergreifend, d. h. über die jeweiligen Fachressorts in den Bundesministerien hinaus, aus.

### Kritik an der Zukunftsstrategie Forschung und Innovation
Uwe Cantner (EFI) lobt den Ansatz einer engeren Kooperation zwischen den Ministerien, sieht aber darin zugleich den entscheidenden Knackpunkt: Wenn es nicht gelänge, neue und ressortübergreifende Strukturen zu schaffen, bliebe die Zukunftsstrategie ein „zahnloser Tiger“.
Nadine Schön (CDU) beklagt die völlige Unklarheit, in welche Richtung die Bundesregierung gehen wolle.
Petra Sitte (Die Linke) hält es für absurd, wenn die in der Strategie benannten großen gesellschaftlichen Herausforderungen unter Haushaltsvorbehalt gestellt würden.
Die FAZ bemängelt, dass die Lösung gesellschaftlicher Probleme unverändert in technischen Lösungen gesucht wird.

## Hightech Agenda Deutschland
Im Juli 2025 veröffentlichte das Bundesministerium Forschung, Technologie und Raumfahrt (BMFTR) die Hightech Agenda Deutschland.